# Amboise
Amboise ist eine Stadt an der Loire mit 13.132 Einwohnern (Stand 1. Januar 2022) in Mittelfrankreich im Département Indre-et-Loire in der Region Centre-Val de Loire, ca. 20 km östlich von Tours. Sie ist Hauptort (chef-lieu) des gleichnamigen Kantons.

## Geschichte
Amboise (nach dem Bachnamen Ambacia, heute Amasse) war eine Festung der Gallier, die von den Römern übernommen wurde. Im Jahr 503 unterzeichneten Chlodwig I. (König der Franken) und Alarich II. (König der Goten) hier ein Friedensabkommen.

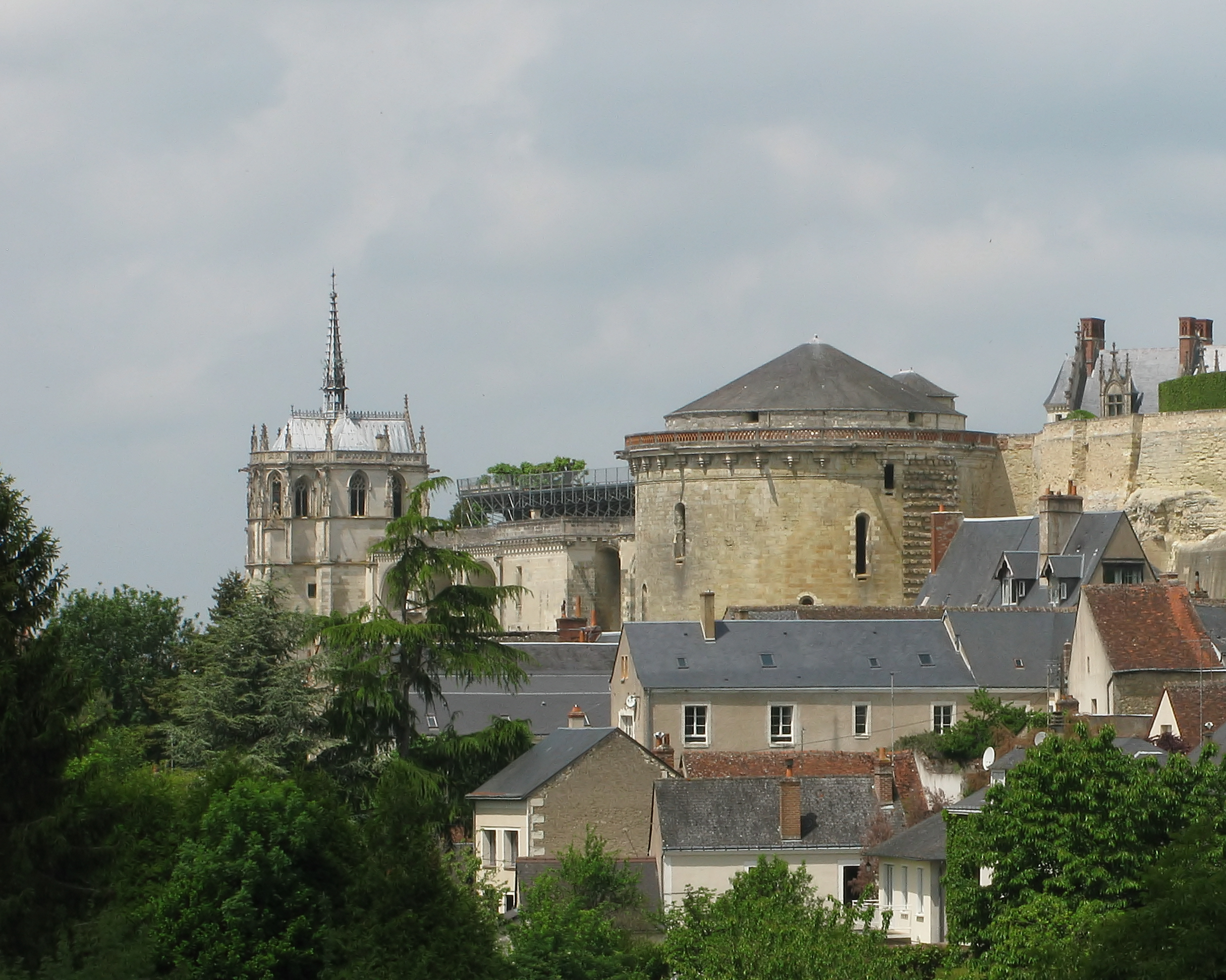
Festungsmauern und Schlosskapelle vom Schloss Clos Lucé aus gesehen

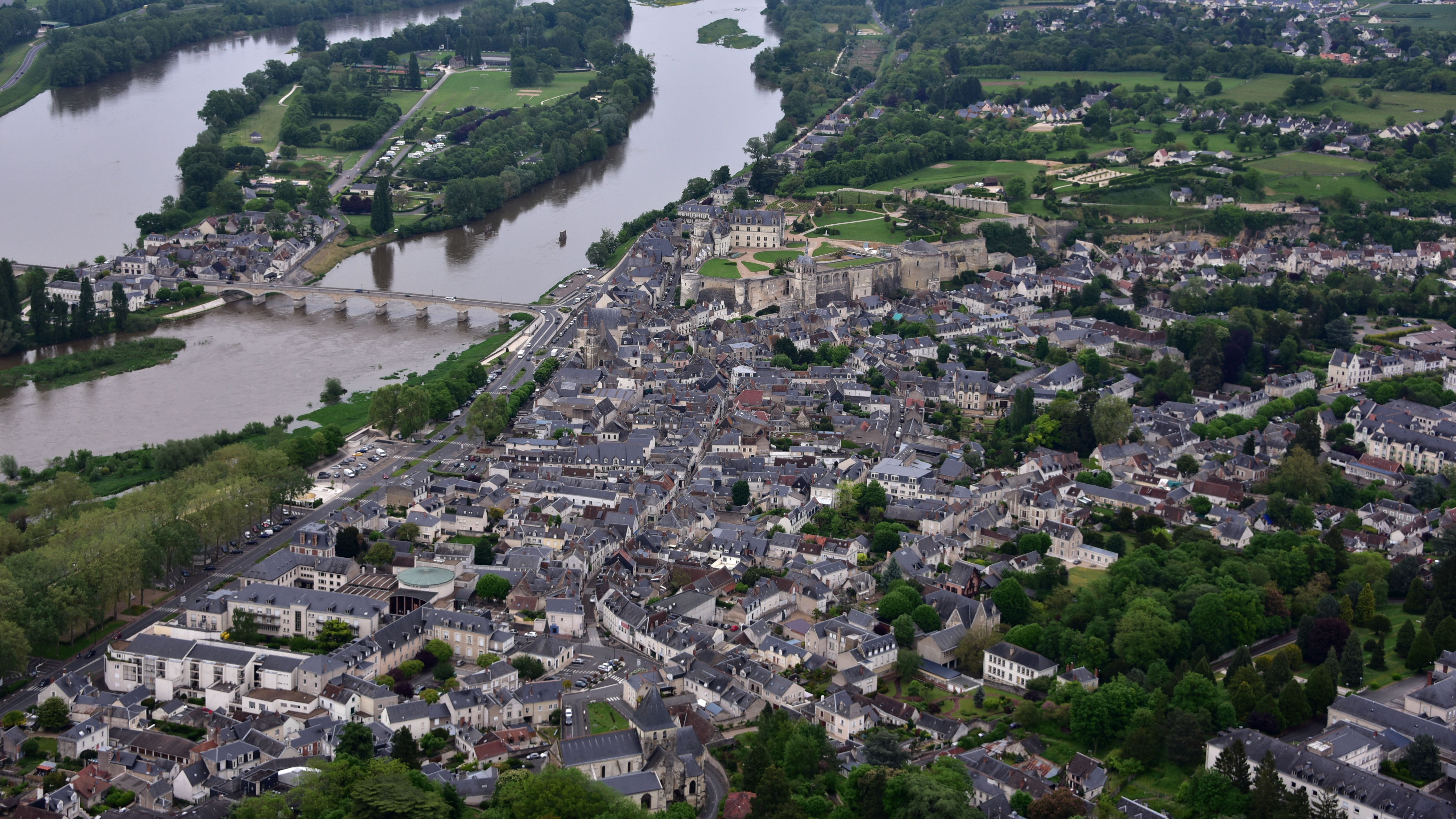
Amboise, Luftaufnahme (2016)

Die Herrschaft Amboise wurde von Karl dem Kahlen Aymon von Buzançais gegeben, von Ludwig dem Stammler dem Grafen Ingelger von Anjou. Im 11. Jahrhundert gab Graf Fulko Nerra Amboise als Mitgift an Hersende ab (siehe: Haus Amboise), der Ehefrau seines Seneschalls Lisois. Deren Sohn Sulpice d’Amboise übertrug seinen Lehnseid 1050 von Anjou an den Grafen von Blois. Gegen Ende des 11. Jahrhunderts waren es schließlich angevinische Vasallen, die sich nach Amboise nannten, und die alleine herrschten. Im 12. Jahrhundert war die Stadt unter Hugues I. d’Amboise († 1128), dem Sohn Sulpices, Schauplatz eines brillanten Hofes.
Die Herrschaft Amboise wurde 1434 konfisziert und mit der Krone vereinigt, weil Louis d’Amboise in eine Verschwörung gegen Georges de La Trémoille, einen der Favoriten des Königs, verwickelt war. König Ludwig XI., der selbst das Schloss Plessis-lès-Tours bevorzugte, überließ Amboise seiner Familie und dem größten Teil des Hofes. König Karl VIII. wurde hier 1470 geboren, er machte aus Amboise seine Hauptresidenz, auf ihn geht ab 1492 auch der Neubau des Schlosses zurück. Am 7. April 1498 starb er hier durch einen Unfall.
Im März 1560 spielte sich in der Stadt während der Religionsstreitigkeiten die sogenannte Verschwörung von Amboise ab, und 1563 unterzeichnete Katharina von Medici das Edikt von Amboise, das eine eingeschränkte Ausübung des protestantischen Glaubens gestattete.

### Bevölkerungsentwicklung
| Jahr                       | 1962 | 1968 | 1975   | 1982   | 1990   | 1999   | 2011   | 2017   |
| Einwohner                  | 7953 | 8625 | 10.680 | 10.857 | 10.982 | 11.457 | 13.005 | 12.610 |
| Quellen: Cassini und INSEE |      |      |        |        |        |        |        |        |

## Schloss Amboise
Die Stadt wird beherrscht vom Schloss Amboise aus dem 15./16. Jahrhundert. Es gehört zu den Schlössern der Loire und war erst Residenz der Valois, dann ein Staatsgefängnis.

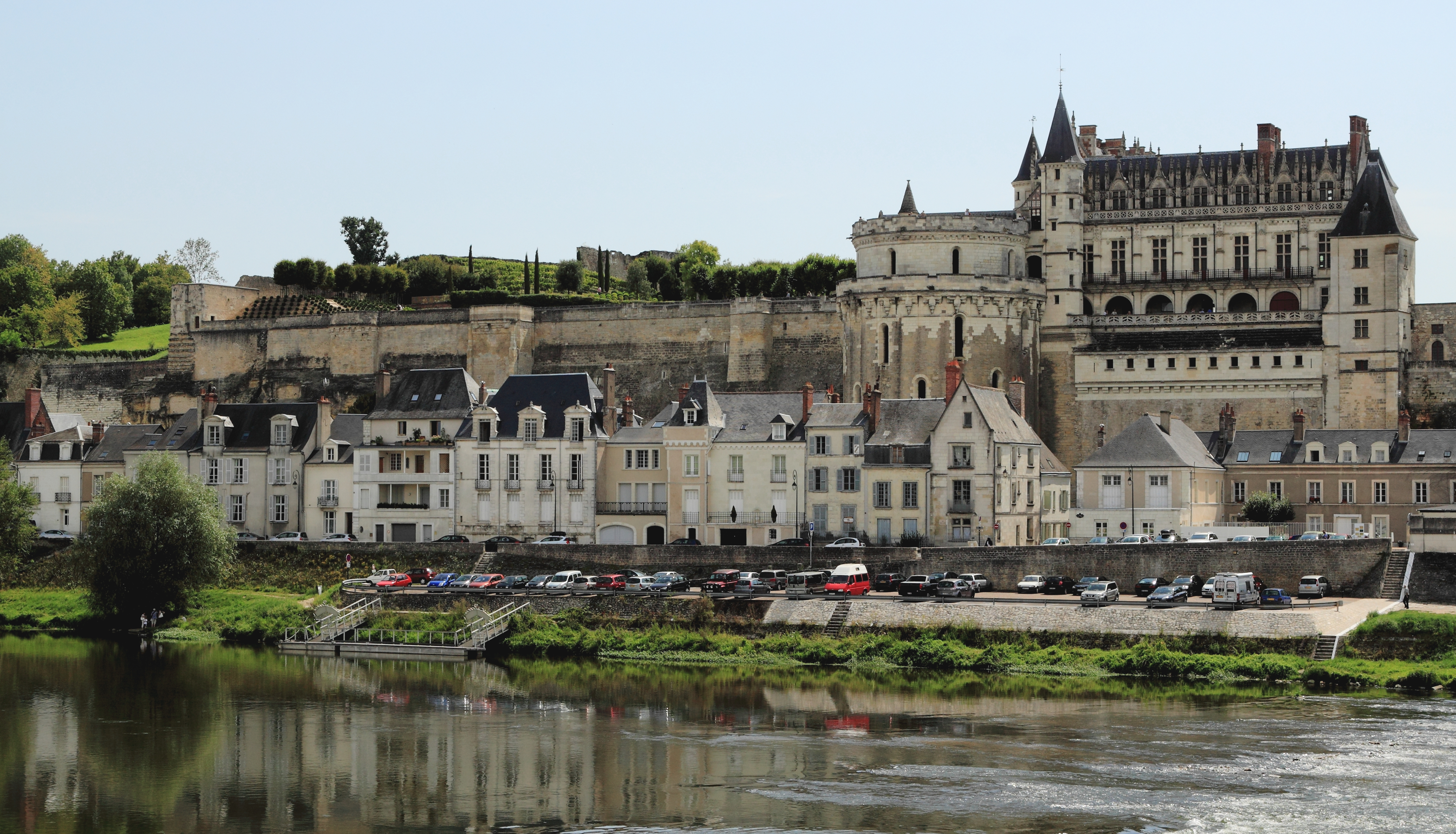
Loire und Schloss Amboise

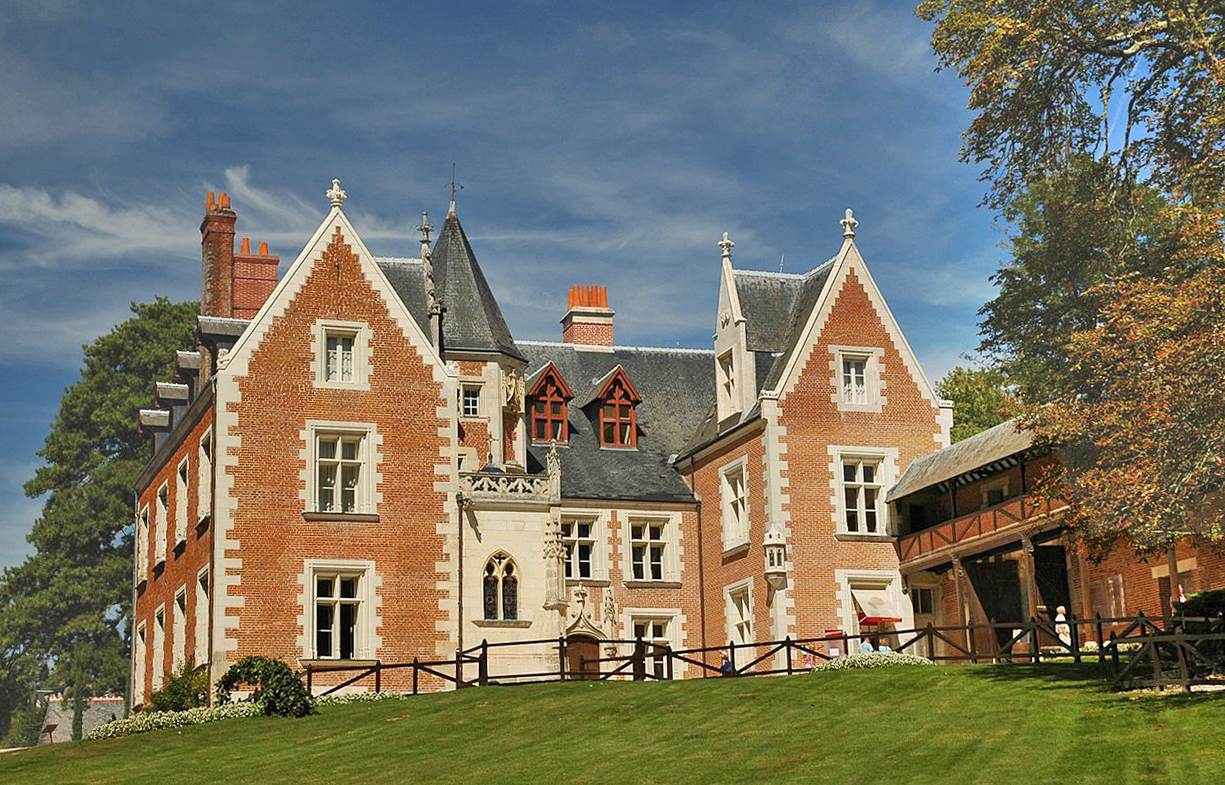
Château du Clos Lucé

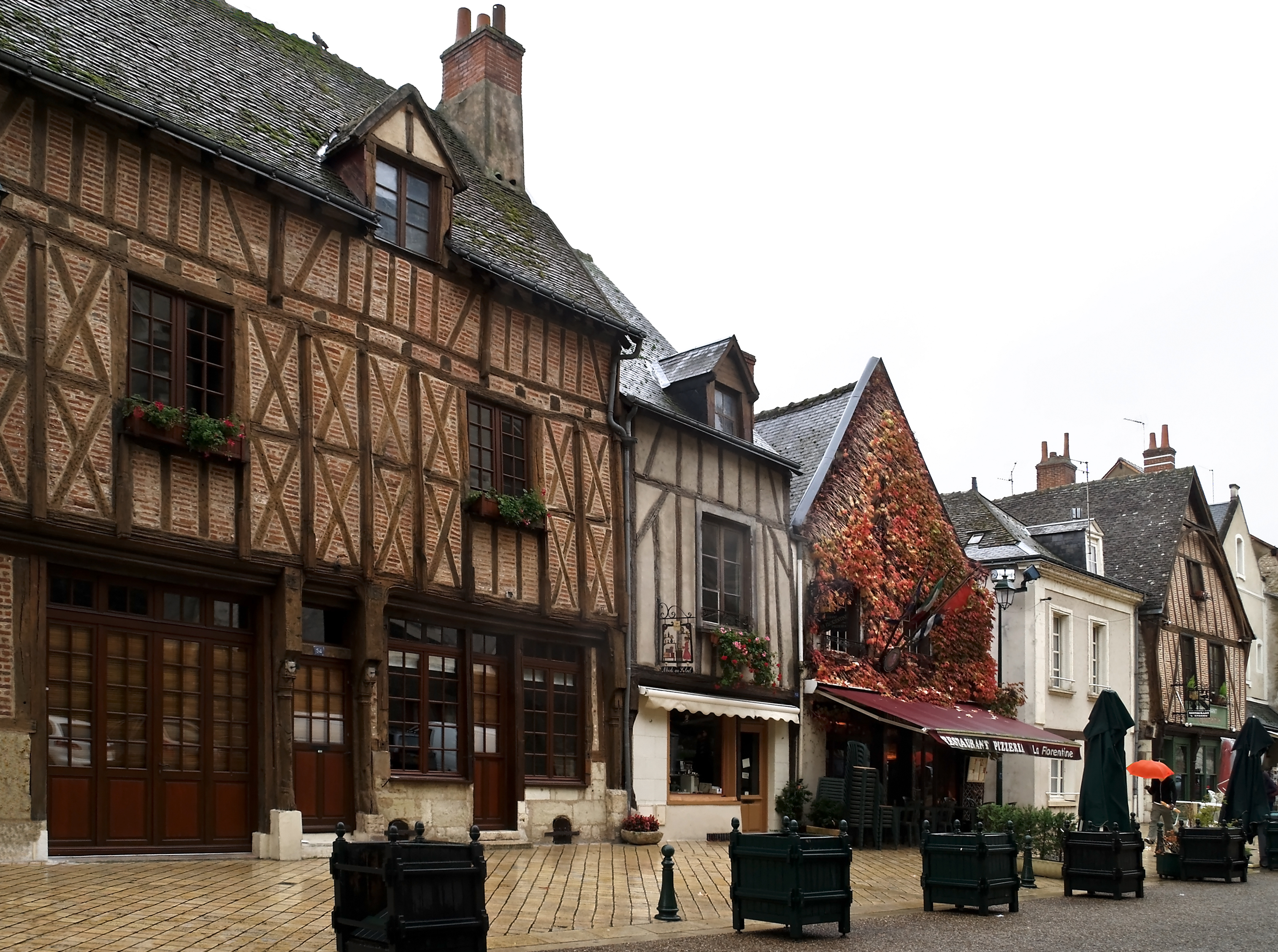
Fachwerkhäuser an der Place Michel Debré

Einige Bauten der Schlossanlage standen quasi am Anfang der italienischen Renaissance-Architektur in Frankreich. Der junge König Karl VIII. gab den Bau 1490 in Auftrag. Nach der Einnahme Neapels wurden die Arbeiten 1495 unter Einbeziehung italienischer Künstler fortgeführt. Franz I. berief 1516 den Genius Leonardo da Vinci an seinen Hof, der dort seinen Lebensabend vom Frühling 1516 bis zum 2. Mai 1519 verbrachte.
Leonardo da Vinci bewohnte das Herrenhaus Clos Lucé, südöstlich vom Schloss in einem kleinen Park gelegen. Das Haus war durch einen 500 Meter langen unterirdischen Gang mit dem Schloss verbunden.
1627 wurde Amboise den Besitzungen von Gaston von Orleans einverleibt. 1660 fiel das nicht mehr bewohnbare Schloss wieder der Krondomäne zu und diente als Staatsgefängnis; prominenter Gefangener war Nicolas Fouquet. Im Jahr 1762 erwarb der Herzog von Choiseul die gesamte Anlage einschließlich der Baronie und Ländereien, und seine Erben verkauften den Besitz 1786 an den Herzog von Penthievre. Nach der Revolution wurde Amboise enteignet und über die folgenden Jahrzehnte große Teile der Anlage abgerissen. Die rechtmäßige Erbin, die Herzogin von Orléans, konnte erst 1815 wieder über den Besitz verfügen. Nach ihrem Tod im Jahr 1821 erbte ihr Sohn, der künftige König Ludwig Philipp, das Schloss mit allen Besitzungen von Amboise. Nach seiner Abdankung im Jahr 1848 wurde das Schloss erneut konfisziert und war dann vier Jahre lang das Gefängnis für den algerischen Freiheitskämpfer Abd el-Kader, bevor es schließlich 1873 wieder an das Haus Orléans fiel.

## Sehenswürdigkeiten
- Schloss Amboise aus dem 15./16. Jahrhundert
- Château du Clos Lucé, Ort des letzten Wirkens und Sterbeort des Künstlers und Universalgelehrten Leonardo da Vinci
- Château-Gaillard
- Musée de l’Hôtel de Ville (frühes 16. Jahrhundert); in dem unter dem Namen Hôtel Morin bekannten, ehemaligen Rathaus ist eine Sammlung mit Stücken aus der Geschichte von Amboise zu sehen.
- Kirche Saint-Denis (12. bis 16. Jahrhundert)
- Kirche Saint-Florentin (15. Jahrhundert)
- Porte de l’Amasse, Stadttor, auf dem Ende des 15. Jahrhunderts ein Uhrturm errichtet wurde
- Max-Ernst-Brunnen, errichtet 1966–68 an der Loire-Uferpromenade
- In der Nähe die 40 m hohe Pagode im Mittelpunkt des Parks, der ehemals zum abgerissenen Schloss Chanteloup gehörte.
- Im Süden befindet sich der Freizeitpark Mini Châteaux, in dem 44 der bedeutendsten Loireschlösser als Modelle besichtigt werden können.[1]

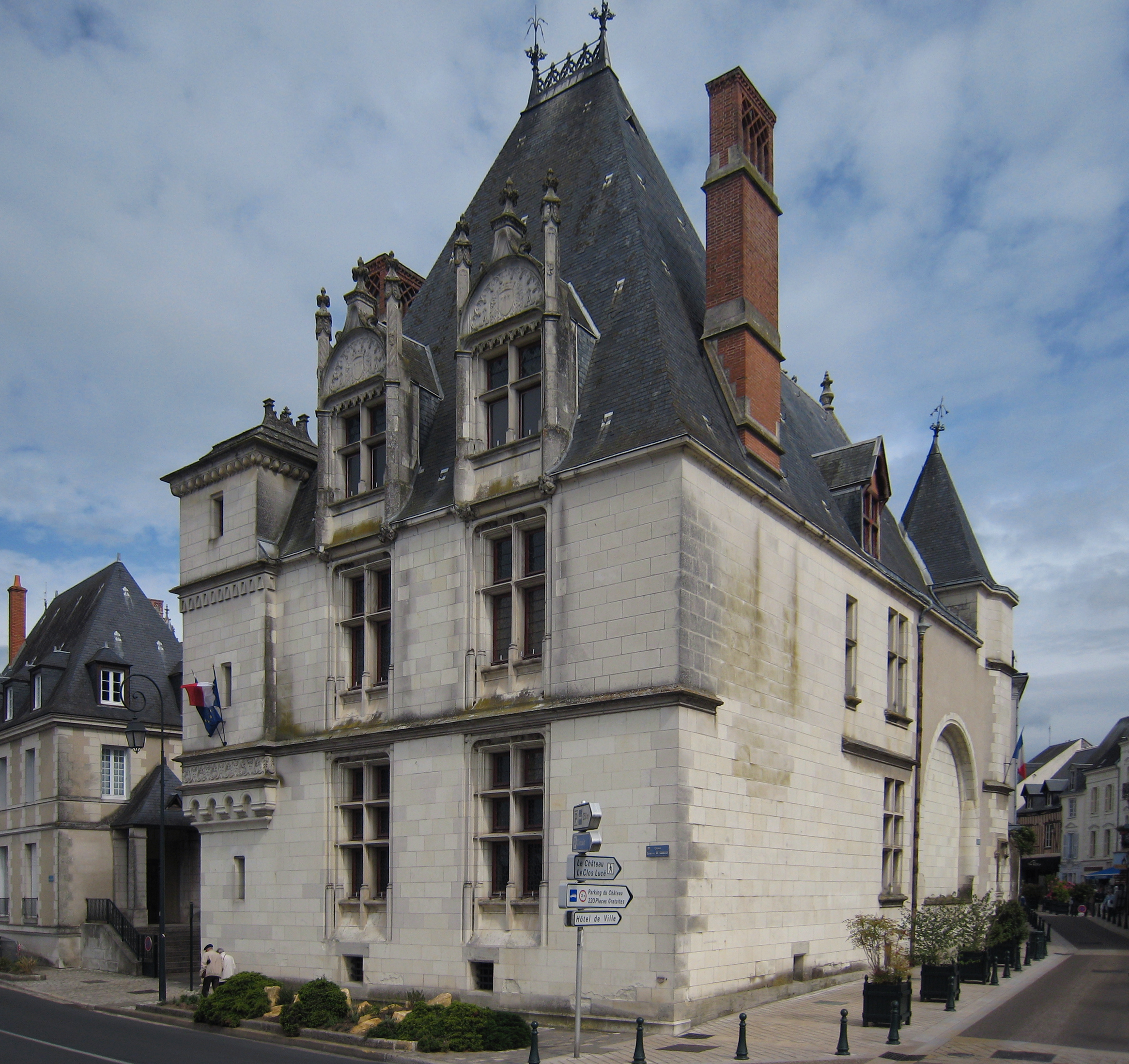
Hôtel Morin
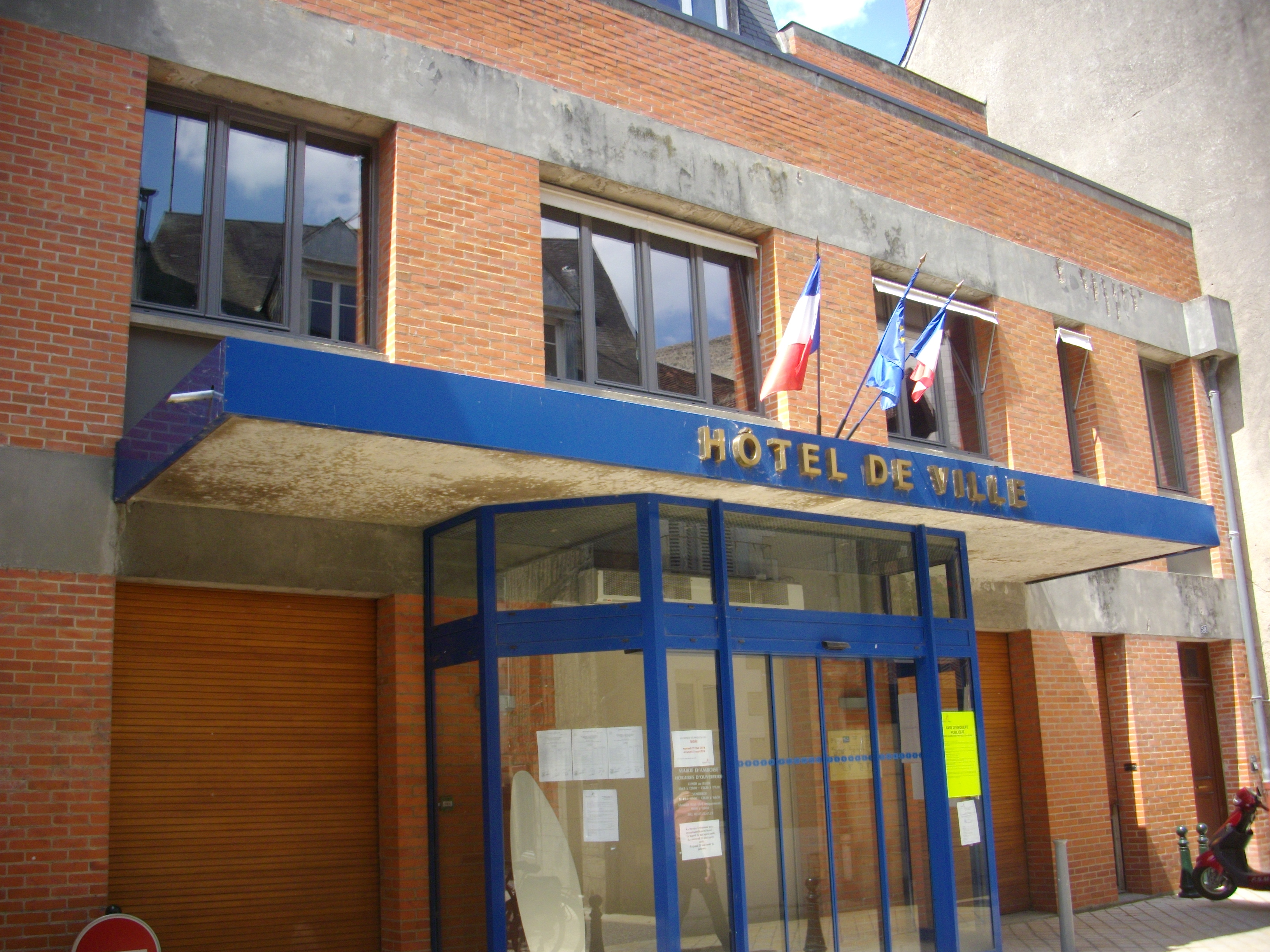
Hôtel de ville
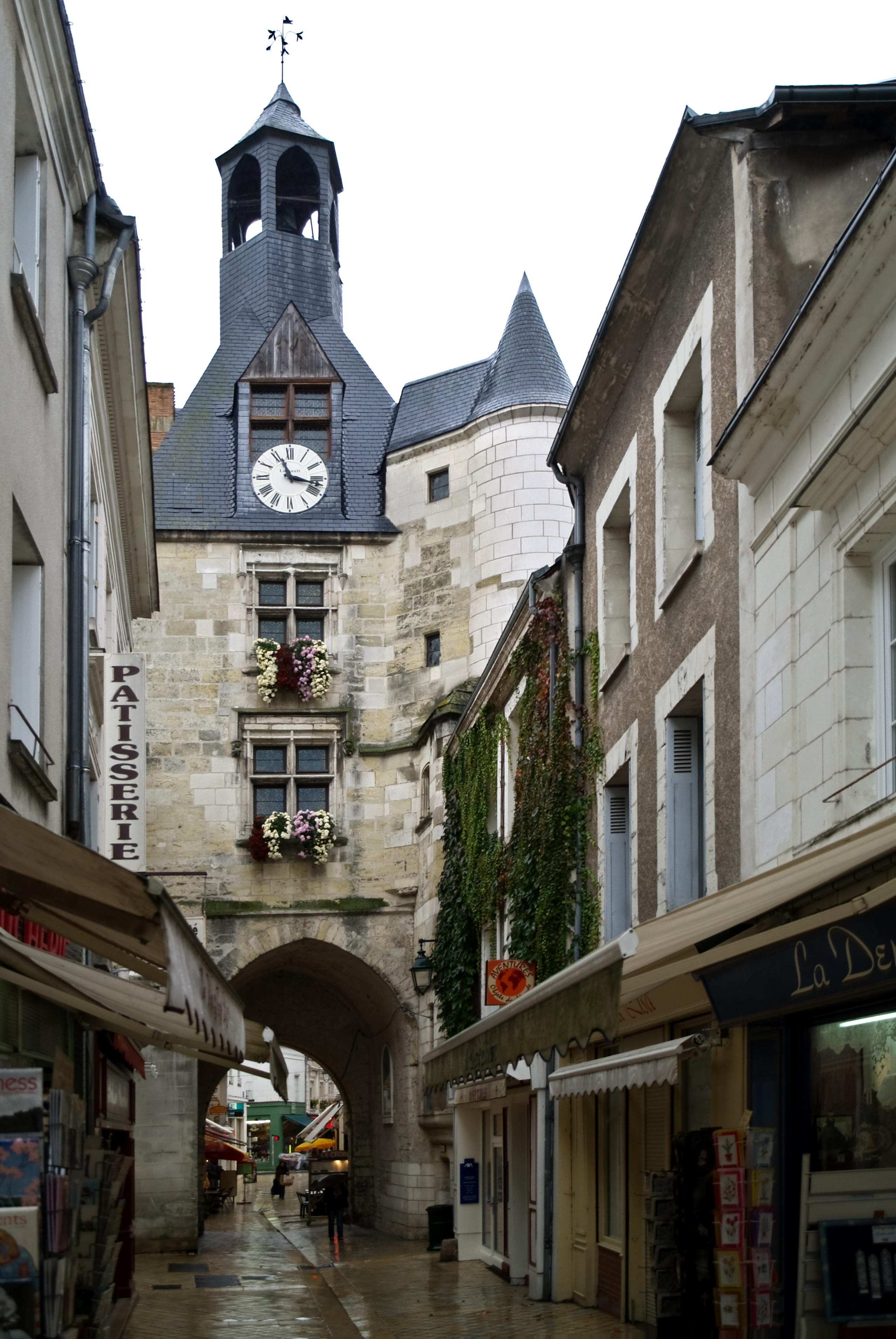
Turmuhr auf dem ehemaligen Stadttor Porte de l’Amasse
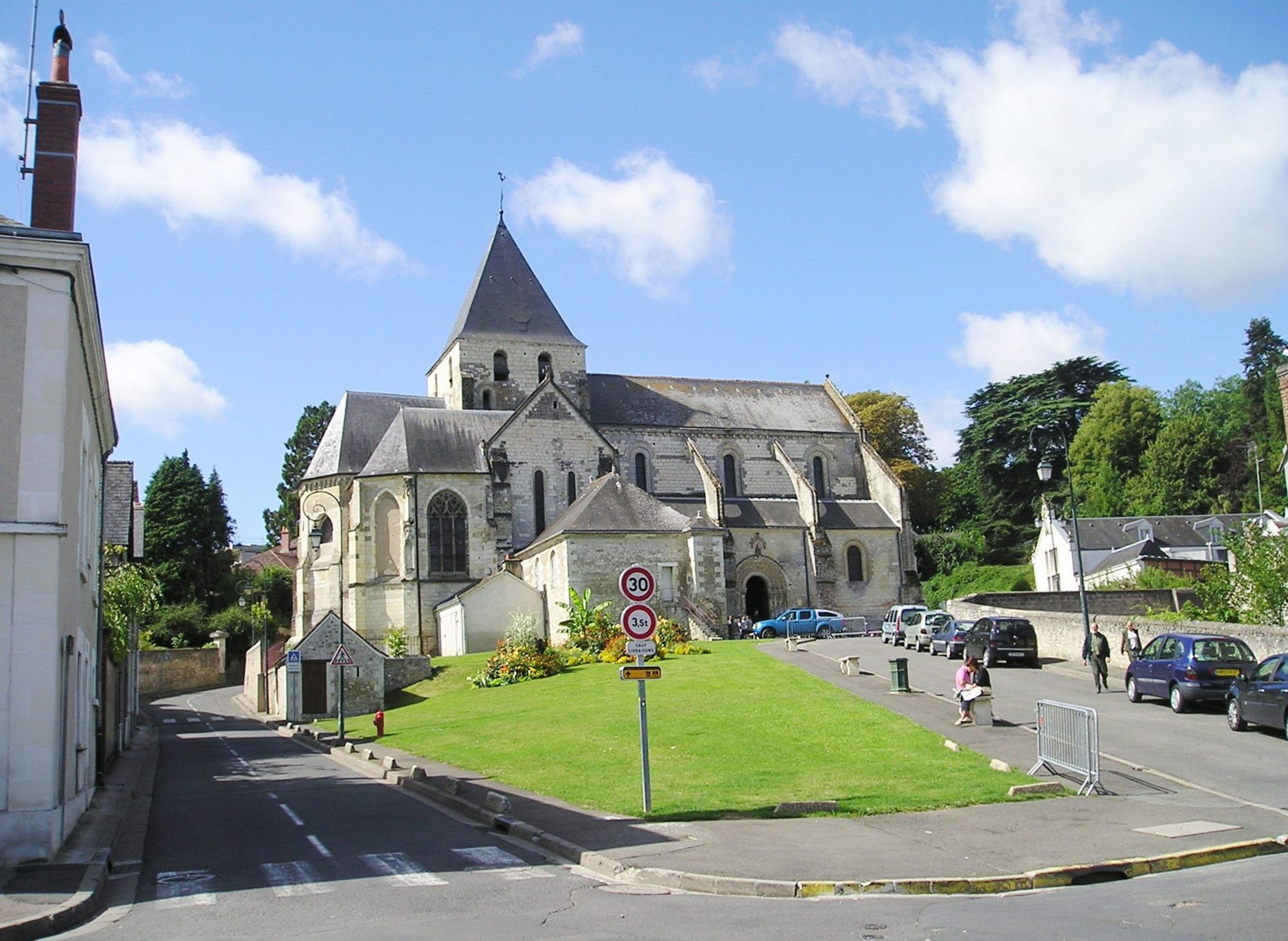
Kirche Saint-Denis
Max-Ernst-Brunnen
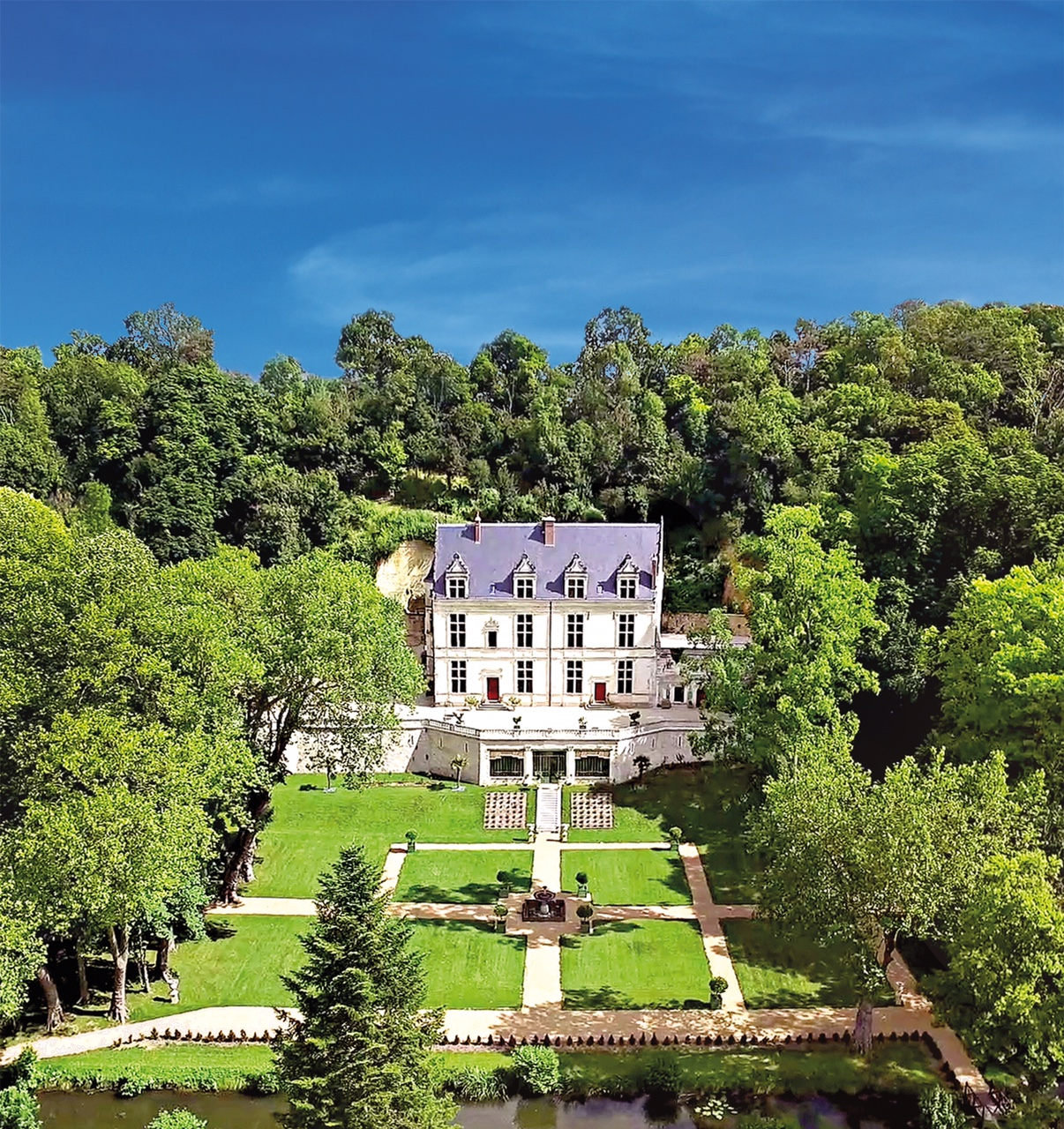
Château-Gaillard

## Städtepartnerschaften
Amboise hat Städtepartnerschaften geschlossen mit
- Vejer de la Frontera in Andalusien (Spanien)
- Băleni in Rumänien
- Fana in Mali
- Boppard in Rheinland-Pfalz (Deutschland)
- Suwa in Japan
- Vinci in der Toskana (Italien)

## Persönlichkeiten
- Karl VIII. (1470–1498), König von Frankreich
- Francois (1518–1536), Dauphin de Viennois, Herzog der Bretagne, Sohn des Königs Franz I. und der Claude de France
- Charles und Henri Beaubrun (1603–1677 und 1604–1694), Maler